# Ногайско-калмыцкая война

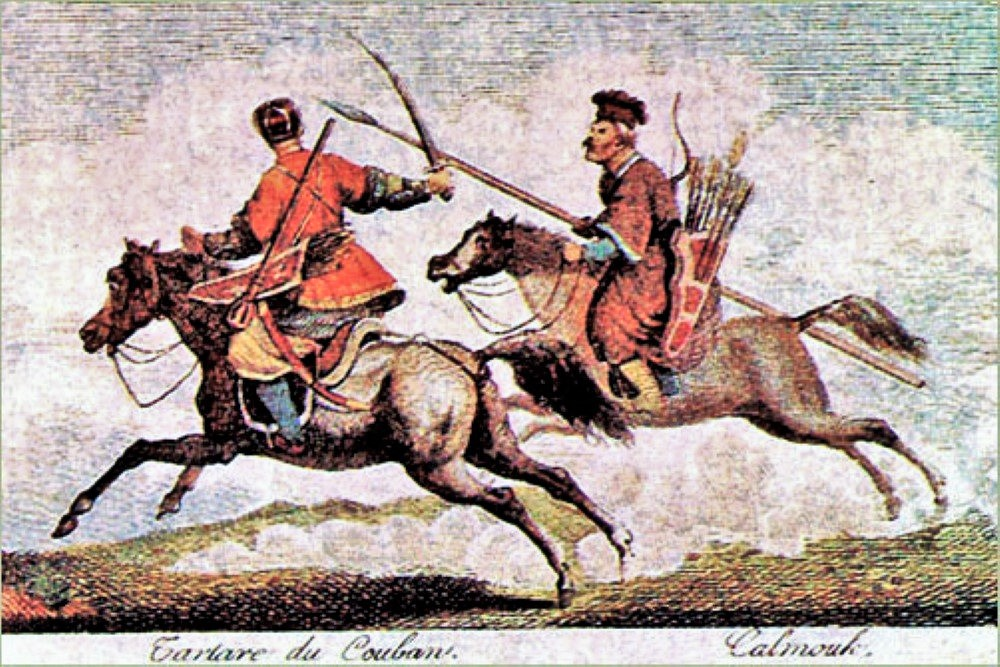
Ногаец и калмык. Открытка 1800-х годов

Ногайско-калмыцкая война — конфликт между Большой Ногайской ордой и Калмыцким ханством в 1628—1634 годах.

## Предыстория
Первое столкновение ногайцев с калмыками произошло на берегах реки Эмба в Западном Казахстане в 1607 году. Ногайцы в это время населяли как степи Западного Казахстана, так и нынешнюю территорию российского Прикаспия. Калмыки в это время кочевали к северу от казахов в степях бассейна рек Ишим, Иртыш и Тобол, на опустевших в результате разгрома Сибирского ханства землях. В 1617 году произошел очередной набег калмыков на ногайские кочевья в междуречье Волги и Яика. В 1625 году были предприняты попытки переговоров, чтобы уладить калмыцко-ногайские противоречия. Однако к 1627 году ситуация обострилась, поскольку волны ойратских беженцев из Джунгарии требовали новых кочевий, а ногайцы успели рассориться с российскими властями в Астрахани.

## Ход конфликта

Территория Большой Ногайской Орды (Greater Noghai Horde) к концу войны целиком перешла под власть калмыков

31 октября 1628 года большой калмыцкий отряд в 2000 всадников внезапно напал на ногайские кочевья Каная. Калмыцкий правитель Далай-Батыр (дербеты) в 1629 году подтвердил вассальные отношения с Московским царством. Однако конкурирующий с ним калмыцкий правитель Чокур-тайши (хошуты) напал на яицких казаков. 22 апреля 1630 года Чокура атаковали «союзные калмыки» Далай-Батыра. Чокур был разгромлен, но калмыки заняли берега Яика. В конце 1630 года в Северном Прикаспие появляется орда Хо-Урлюка (торгуты). Плацдармом для войны с ногайцами для калмыков служило междуречье Эмбы и Яика. 
27 декабря 1630 года (по новому стилю — 6 января 1631) калмыки атаковали ногайские улусы. Ногайцы стали переселяться на западный берег Волги. Вокруг Астрахани сконцентрировались кибитки едисанской орды. Российские власти выразили протест Хо-Урлюку. Ногайцы объявлялись подданными российского царя. Хо-Урлюк не искал обострения противоречий с Россией и заверил летом 1631 года, что остается подданным российского государя, обещая вернуть добытую в ходе набега добычу. Также подтверждались гарантии купцам, следующим из Бухары в Астрахань и обратно. 
Весной 1633 года калмыки совершили очередной набег на ногайцев. В районе реки Большой Узень произошла стычка между калмыками и русским отрядом стрельцов из Астрахани. В результате последующих переговоров, калмыки подтвердили, что воюют не с «государевыми ратными людьми», а с ногайскими людьми князя Каная.  
9 (19) января 1634 году калмыки совершили новый погром ногайцев и с большой добычей вернулись за Яик. С этого времени восточный берег Волги из ногайской стороны превратился в калмыцкую.

## Значение
Осенью 1635 года ногаи Большой Ногайской Орды вынуждены были перекочевать из-под Астрахани на Кубань и перейти в подчинение к крымским ханам. Территория расселения Калмыцкой орды охватывала междуречье Волги и Урала. Улус тайши Хо-Урлюка находился около горы Дендер в верхнем течении Яика, а Дайчин и его сыновья Даян-Эрке и Нима-Церен кочевали по территориям от реки Камыш-Садак до Самары. Вдоль побережья реки Яик вместе с ними кочевали Санжин (Санжиб) и тайши Сюнкей с своими улусами. 
Конфликт осложнялся религиозной подоплёкой, поскольку ногайцы были мусульманами-суннитами, а калмыки — буддистами (традиция гэлуг). Одним из следствий этой войны стало распространение буддизма и ослабление натиска позиций ислама в степях Восточной Европы.
Ногайско-калмыцкая война воспринимается ногайцами как одно из самых трагических событий их истории. Она оказала большое влияние на фольклор и искусство ногайцев. Примером такого воздействия на искусство можно назвать толгау знаменитого ногайского поэта семнадцатого века Казтугана Суюнишулы «Не калды» («Что осталось») и «Меним ногайым» («Мои ногайцы»).